# Фрей Монтальва, Эдуардо
Эдуа́рдо Никано́р Фрей Монта́льва (исп. Eduardo Nicanor Frei Montalva, 1911—1982) — чилийский политический деятель, 28-й президент Чили с 1964 по 1970 год.

## Биография
Эдуардо Фрей Монтальва родился в 1911 году в Сантьяго. Его отец — немец, эмигрант из Швейцарии. Эдуардо Фрей Монтальва получил юридическое образование в Католическом университете в 1933 году. Политическую деятельность начал в Консервативной партии, в 1938 году стал лидером Национального движения консервативной молодёжи, преобразованного в этом же году в партию Национальная фаланга. Преподавал в Католическом университете. В 1937—1945 член палаты депутатов. В 1945—1946 министр общественных работ и дорожного строительства. В 1949—1964 сенатор.
После создания в 1957 году Христианско-демократической партии на базе Национальной фаланги и Социал-христианской консервативной партии стал её лидером. В 1958 году кандидат в президенты, набрал 20,7 % голосов и занял третье место.

### Реформы в условиях свободы
В 1964 году Эдуардо Фрей Монтальва был избран президентом Чили, за него проголосовали 56 % избирателей. Президентская кампания проводилась под лозунгом «революция в условиях свободы». Во время его президентства были проведены аграрная реформа и «чилизация» меди (государство выкупило 51 % акций предприятий, добывающих медь). В ноябре 1964 года правительство восстановило дипломатические отношения с СССР (прерванные в 1947 году).
Правительство провело давно назревшую в Чили реформу налоговой системы. До 1964 года в стране фактически не существовало земельного кадастра, имущественные и подоходные налоги уплачивались на основании заниженной во много раз стоимости
земельных участков. Бюджет формировался за счет косвенных налогов и импортных пошлин. С помощью США был создан кадастр и реформирована налоговая служба. В результате налоговой реформы прямые налоги для состоятельных слоёв были повышены на 40 %, из 167 тысяч налогоплательщиков 12 тысяч крупных землевладельцев стали платить 63 % всей суммы налога на недвижимость, который взимался по прогрессивной шкале.
В июле 1967 года Конгресс принял закон об аграрной реформе. Согласно ему подлежали экспроприации земельные площади свыше 80 гектаров орошаемой земли в случае, если они не обрабатывались или обрабатывались неэффективно. Однако если земля обрабатывалась продуктивно (была составлена специальная система балльной оценки эффективности ведения хозяйства), то собственнику оставляли до 320 га орошаемой земли. Из 260 тысяч хозяйств экспроприации подверглись 4 тысячи (1134 правительством Фрея и 3283 правительством Альенде). Именно этим 4 тысячам принадлежала половина всей сельскохозяйственной площади Чили. Земля изымалась за выкуп, однако оценка её стоимости базировалась на данных самих землевладельцев, по которым они ранее выплачивали налог на недвижимость. Почти все землевладельцы в прошлом занижали стоимость земли во много раз, что теперь обернулось против них же. Именно этот пункт аграрной реформы вызвал самое яростное противодействие крупных земельных собственников и их политического лобби в Конгрессе — Либеральной и Консервативной партий. К тому же правительство оплачивало наличными только небольшую часть стоимости (от 1 до 10 %) экспроприированных участков, за остальную долю собственник получал государственные облигации с 3 % годовых со сроком погашения в 5, 25 и 30 лет. Каждый год стоимость облигаций индексировалась в зависимости от
роста цен. Экспроприированная земля передавалась не в частную собственность крестьян и батраков, а «асентамьентос» — производственным кооперативам. По истечении трех-пяти лет члены «асентамьентос» должны были принять решение: сохранить свой кооператив или поделить землю в частную собственность.

### За свободу против угроз слева и справа

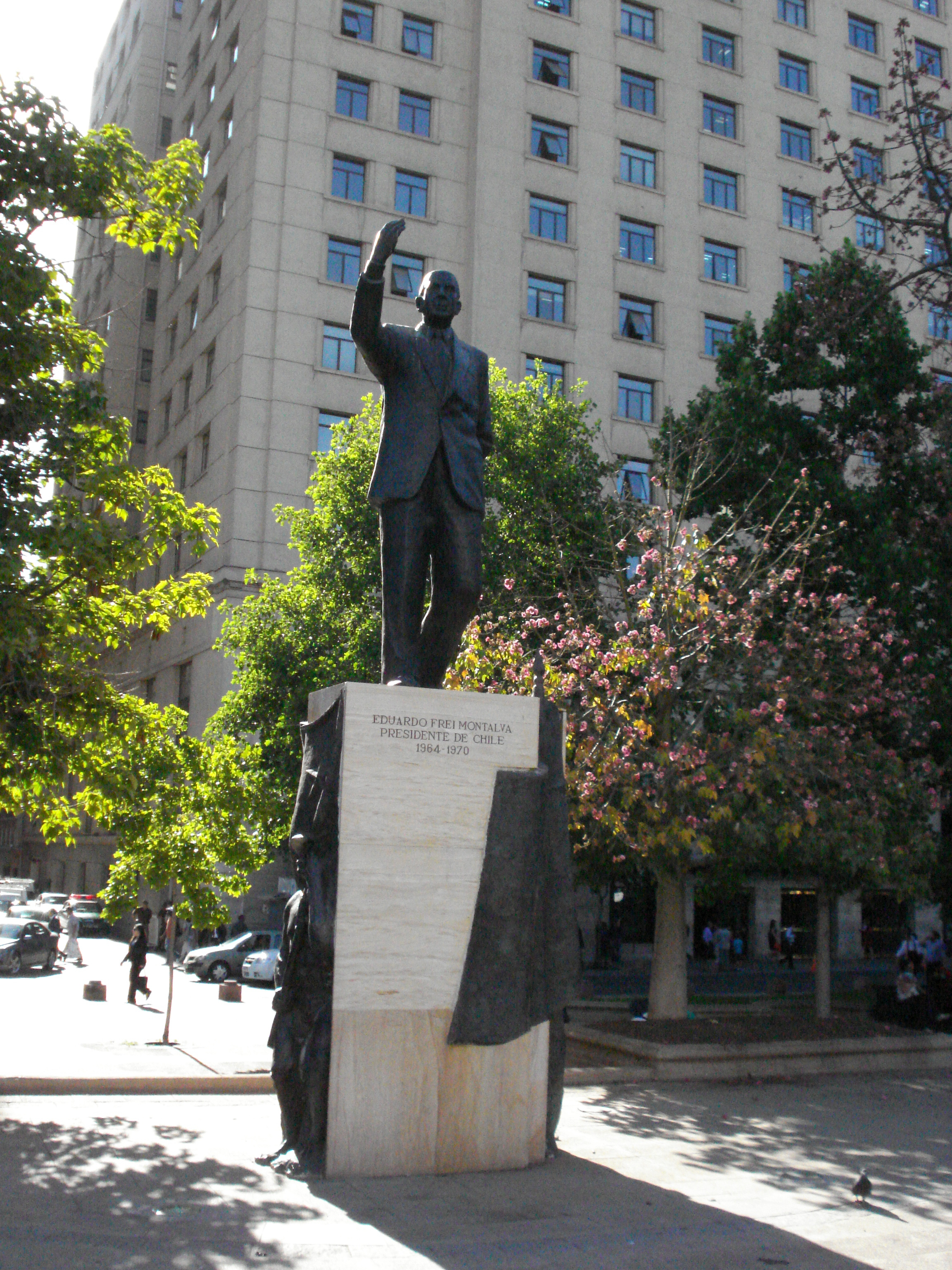
Статуя Эдуардо Фрей Монтальва напротив дворца Ла Монеда.

С приходом к власти в ноябре 1970 года правительства «Народного единства» во главе с Сальвадором Альенде активно выступал против него.
Для противостояния правительству оппозиционные ХДП, Национальная партия и ряд других партий создали «Конфедерацию за демократию», которая на парламентских выборах в марте 1973 г. получила большинство голосов как в Сенате (57,2 %), так и в Палате депутатов (56 %). ХДП сохранила положение наиболее крупной партийной фракции. Фрей был избран сенатором от Сантьяго и стал президентом Сената и лидером оппозиции Альенде.
Поддержал военный переворот 1973 года, рассчитывая на скорое проведение выборов. 10 октября 1973 года объяснил это в интервью испанской газете «ABC»: 

Чилийские военные спасли страну. У Чили не было иного выхода, кроме установления хунты. Вы не хотите оперировать рак, но настаёт момент, когда это необходимо. Нашими хирургами являются вооружённые силы.
В 1975 году опубликовал книгу «Мандат истории и требования будущего», в которой писал о необходимости скорейшего восстановления демократии и выработки национального проекта, поддержанного всеми социальными и политическими силами, союзниками ХДП назывались партии Народного единства, которые он призвал отказаться от старых догм и эволюционировать к социал-демократии. Именно этот вариант и был реализован в конце следующего десятилетия.
После того как стало очевидно нежелание А. Пиночета проводить выборы, в 1976 году перешёл в оппозицию военному режиму. На этой платформе сблизился с профсоюзным лидером Тукапелем Хименесом.
По одной из версий, был отравлен по приказу Пиночета: в декабре 1981 года Фрей подвергся простой операции по удалению грыжи в клинике Санта-Мария в Сантьяго. Однако через несколько дней после неё его состояние резко ухудшилось, и он неожиданно умер 22 января 1982 года в возрасте 71 года (месяц спустя был убит Тукапель Хименес). Официально причиной смерти была объявлена инфекция Candida albicans, приведшая к острому перитониту и последующему септическому шоку, однако обстоятельства немедленно вызвали подозрения в убийстве. По словам его семьи, Фрей, ставший одним из ведущих лидеров оппозиции диктатуре, вызывал обеспокоенность режима.
Позже появились утверждения, что Фрей мог быть отравлен спецслужбой CNI при помощи токсина, разработанного биохимиком Эухенио Берриосом (директор CNI Умберто Гордон в 1969—1970 был адъютантом президента Фрея). Когда исследователи из бельгийского Гентского университета объявили, что обнаружили следы иприта в останках умершего президента, его семья подала в суд. Судья Алехандро Мадрид, расследовавший это дело в течение 7 лет, в 2009 году пришёл к утвердительному выводу об отравлении Фрея. Следствие установило, что в лекарства бывшего президента подмешивали таллий и иприт. Кроме того, ему делали отравленные инъекции. По подозрению в убийстве бывшего президента тогда были арестованы шестеро подозреваемых.
30 января 2019 года завершился судебный процесс по этому делу. Cудом было признано, что имело место убийство Э. Фрея. На длительные тюремные сроки были осуждены врач, патологоанатомы, бывший сотрудник спецслужб и его личный водитель. 25 января 2021 года приговоры были отменены коллегией Апелляционного Суда Чили, которая установила, что Фрей не был жертвой убийства.

### Семья
В 1935 году женился на Марии Руис-Тагле Хименес, они имели 7 детей. Его старший сын Эдуардо Фрей Руис-Тагле также был президентом Чили в 1994—2000 гг.